# Katharina Klafsky
Katharina Klafsky   (Jánossomorja, 19 de setembre de 1855 - Hamburg, 22 de setembre de 1896) va ser una soprano d'òpera.
Als vuit anys, la nena dotada, filla d'un sabater, va ser acceptada al cor de l'església de St. Johann i va cantar solos de soprano i d'alt a les misses. Als quinze anys va anar a Oedenburg i poc després a Viena, on va treballar com a mainadera durant uns anys fins que l'organista Neuwirth de l'església d'Elisabeth va prendre consciència del seu talent vocal i cantant.
La va portar a Hasemann, el director de la "Komische Oper", que va contractar la jove minyona com a cantant de cor. Gràcies al suport del director musical de la cort Hellmesberger, va poder gaudir de les lliçons de Mathilde Marchesi durant un temps, després va deixar Viena per treballar com a cantant de cor al Teatre de la Ciutat de Salzburg, el director del qual també va emprar el talentós principiant en rols d'òpera i opereta.
Després del final de la temporada 1875/76, es va casar amb l'empresari Liebermann, a qui va seguir a Leipzig. A la tardor de 1876, després de la separació del matrimoni, la jove va ser contractada per Angelo Neumann, el director d'òpera del Teatre de la Ciutat de Leipzig, per una modesta quota "per a cor i petits papers".
Fins al 1879, d'acord amb la seva formació vocal, que només va progressar gradualment (amb Rebling, Sucher i Paul Geisler, i més tard Hey), principalment només va ocupar papers molt reduïts ("Dama d'honor", "primer noi" a La flauta màgica. “Waltraute” “ a Die Walküre etc.); El setembre de 1879 va cantar "Wellgunde" a Das Rheingold  per primera vegada i l'octubre del mateix any va cantar "Venus" a Tannhäuser com el seu primer paper important de Richard Wagner.
El 1880 i 1881 van seguir "Alice" a Robert le diable, "La primera dama" a "La flauta màgica', "Recha" a La Juive de Halévy, "Bertha" a Le Prophète i "Brangäne". ” a Tristany i Isolda (primera representació a Leipzig el 2 de gener de 1882). Durant l'any 1882 va ser membre de la companyia Richard Wagner d'Angelo Neumann (interpretant la tetralogia Ring a totes les grans ciutats europees) i va assumir els papers de "Sieglinde" i "Brünhilde" al costat i en nom de la seva amiga Hedwig Reicher-Kindermann. El 1883, després de recuperar-se d'una greu malaltia, es va unir a l'Associació de Teatre de la Ciutat de Bremen sota la direcció de Neumann, de la qual va ser membre fins al 1886.
Sota la direcció d'Anton Seidl i Paul Geisler, es va convertir en una cantant dramàtica de primer ordre. Amb cada aparició, la seva extensa veu es va desenvolupar de manera més completa i brillant. Només ara el seu cant va aconseguir la gran empenta, la inspiració i la passió elemental que fluïen des del fons, interpretant aquella veritat convincent que era característica de tots els èxits de la brillant cantant a partir d'aleshores.
Quan es va convertir en membre del Teatre de la Ciutat d'Hamburg el 1886, on va ser la seva màxima estrella durant deu anys, va dominar tot el repertori clàssic a més dels grans papers de Wagner. Particularment en els papers molt dramàtics, va desenvolupar el poder i la plenitud de la seva soprano meravellosament expressiva amb accents captivadors i impactant. En totes les parts es va convertir en una amb el personatge retratat i va crear il·lusions completes a través de la veritat i el poder sugerent de la seva interpretació. El seu “Fidelio”, la seva “Isolda”, “Brünhilde”, “Elisabeth”, “Senta”, “Eva”, “Ortrud” i “Elsa” en els drames musicals wagnerians, les seves “Eglantine”, “Recha”, “Rezia”. ”, “Aida”, “Alceste”, “Norma”, “Valentine”, “Donna Anna”, “Frau Fluth”, etc. corresponien fins al més mínim detall a l'arquetip poètic i musical, però en molts trets individuals característics portaven. el segell d'una individualitat brillant.

"Va ser una de les poques", diu una de les necrològiques que li dedica, 
| « | "que són capaços de dotar de vida i personalitat als personatges del drama musical perquè tenen vida pròpia i una gran personalitat. El que era la Wilhelmine Schröder-Devrient de la seva època, l'art de la Klafsky va ser capaç de donar vida als nostres ulls i oïdes. Tot el que va donar, va construir a partir dels poders misteriosos de l'ànima. Així que sempre va ser la poderosa encantadora que va saber consolar, inspirar i sacsejar els cors". | » |

Com a Hamburg, Berlín i les altres grans ciutats alemanyes (execucions model a Stuttgart, Munic, Coburg, etc., festivals de música a Colònia, Aquisgrà, Schwerin i Stuttgart), també té a Àustria, França, Anglaterra, Itàlia, Rússia, Holanda. i Amèrica Va guanyar admiradors entusiastes gràcies a nombroses actuacions convidades del seu art. Va celebrar els seus majors triomfs a Amèrica el 1895, un any abans de la seva mort. Els diaris d'allà l'anomenaven la "Isolda" més ideal i la "Brünhilde", la més gran intèrpret de Wagner del seu temps, la "Leonore" (Fidelio) més poderosa, amb qui cap de les primadones dels temps moderns no podia competir. El seu èxit a totes les grans ciutats de la Unió va ser meravellós, com cap artista ha aconseguit en els últims 20 anys, des de Therese Tietjens i la jove Patti. Quan va morir inesperadament a Hamburg després de tornar a casa el 22 de setembre de 1896 com a conseqüència d'una caiguda que va patir a Amèrica, la pèrdua d'aquesta eminent cantant va emocionar profundament tots els cercles d'Hamburg.
El seu segon matrimoni va ser amb el baríton Franz Greve, i el seu tercer matrimoni va ser amb el director de la banda Otto Lohse. La seva làpida es troba al jardí de dones del cementiri d'Ohlsdorf a Hamburg.